# First Cow
First Cow és una pel·lícula dramàtica estatunidenca del 2019 dirigida per Kelly Reichardt, a partir d'un guió de Reichardt i Jonathan Raymond basat en la novel·la de Raymond The Half Life. És protagonitzada per John Magaro, Orion Lee, Toby Jones, Ewen Bremner, Scott Shepherd, Gary Farmer and Lily Gladstone. També compta amb René Auberjonois en un dels seus últims papers cinematogràfics.
La pel·lícula es va estrenar al Festival de Cinema de Telluride el 30 d'agost de 2019, i també va ser seleccionada per competir per l'Ós d'Or a la secció de competició principal al 70è Festival Internacional de Cinema de Berlín. Es va estrenar als cinemes dels Estats Units el 6 de març de 2020, per A24 i posteriorment llançat a les plataformes VOD el 10 de juliol de 2020, amb l'aclamació de la crítica. Va guanyar el premi a la millor pel·lícula als New York Film Critics Circle Awards 2020, i va ser nomenada una de les deu millors pel·lícules del 2020 per la National Board of Review.

## Argument
En l'actualitat, una dona que passeja el seu gos a la vora del riu descobreix dos esquelets junts en una tomba poc profunda.
El 1820, Otis "Cookie" Figowitz és un xef tranquil que viatja al País d'Oregon amb un grup de caçadors de pells sorollosos i agressius que assetgen Cookie per no portar-los prou menjar mentre buscaven cacera. Una nit, es troba amb King-Lu, un immigrant xinès que fuig per matar un rus. Cookie permet que Lu s'amagui a la seva tenda durant la nit i el veu escapar a través del riu l'endemà.
Cookie arriba al lloc avançat i Lu el troba fent de cangur enmig d'una baralla al bar, i el convida a casa seva. Cookie s'instal·la i descobreix que Lu està pensant en una granja, mentre que Cookie parla d'obrir una fleca o un hotel a San Francisco.
Mentrestant, ha arribat la primera vaca lletera de l'avançada, la seva parella i el seu vedell moriren durant el viatge. Es deixa sense vigilància a la nit a l'exterior de la casa del comerciant anglès més ric de la ciutat, el Factor en cap. Lu lamenta el fet que els pobres no tinguin l'oportunitat de tirar endavant, sense cap mena de fortuna, o de cometre un crim. Cookie recorda els seus dies com a ajudant de forner a Boston i li diu a en Lu que podria utilitzar una mica de llet de vaca per fer productes de forn. Es colen a la propietat del Factor en cap a la nit, Cookie munyeix la vaca i Lu vigila des d'un arbre. Aconsegueixen obtenir prou llet per coure un lot de galetes de mantega sense que els agafin. Tot i que en Cookie no està satisfet amb el resultat, desitjant que pogués ser més dolç, Lu assenyala que són molt millors que qualsevol cosa a l'avançada i suggereix que podrien fer fortuna. Cookie refina la seva recepta i afegeix mel.
Porten el seu primer lot de pastissos dolços i grassos al mercat. Quan se li va demanar la recepta, Lu afirma que és un "secret xinès". Els primers homes a provar-los demanen més emocionats, i esclata una guerra de ofertes per a l'últim pastís oliós. Es corre la veu i els homes s'alineen dia rere dia mentre s'acaben, i un home gran aparta un home menut per l'últim pastís un dia, mentre que Lu es nega a honorar el seu lloc, només es preocupa pels diners. A mesura que s'enriqueixen, decideixen que és més segur penjar els seus diners en un arbre, en lloc de portar-los al banc.
El Factor en Cap del lloc avançat surt a provar els seus pastissos i li demana a Cookie que enforni un clafotís, el favorit d'un capità local que vol impressionar a la seva propera reunió. Lu i Cookie amb orgull entreguen el clafotís i observen com el Factor en Cap ofereix te amb nata al capità, remarcant que, malgrat l'alta qualitat de la seva vaca lletera, està produint molt poca llet. Porta el capità, el cap, en Cookie i en Lu a veure la vaca, que reconeix en Cookie i l'amaga. Cookie insta a Lu a marxar de la ciutat ara, sentint el perill, però Lu el convenç que no en tenen prou per arribar a San Francisco i començar el seu negoci, així que la nit següent tornen a munyir la vaca.
Un home de la finca del Factor en Cap surt a buscar el gat i la branca de l'arbre es trenca abans que en Cookie escolti la crida de Lu. Corren mentre sona l'alarma, i després que el capità vegi el cub i el tamboret i informi al Factor Principal que la seva vaca estava munyida, envien els seus homes a matar en Lu i en Cookie. Quan arriben a un riu, Lu salta mentre en Cookie s'amaga, després cau per un turó. Cookie es desperta en una barraca, ajudat per una parella d'ancians nadius americans. Diu que necessita trobar el seu amic i se'n va poc després.
Lu intercanvia els seus botons per llogar una canoa per anar riu avall a la recerca del seu amic, i torna a la barraca, amagant-se dels homes del Factor Cap que rebusquen entre la destrucció, recuperant els seus diners de l'arbre després. Cookie torna a la barraca, caminant al costat de la vaca a la finca del Factor, ara envoltada per una tanca. És espiat per l'home rebutjat per Lu a la fila al mercat, que el segueix amb un rifle.
Cookie troba en Lu a la barraca, i Lu suggereix anar cap el vaixell més proper que va cap al sud, un cop arriben a la canoa. Cookie no pot seguir el ritme pel bosc i cau a terra, clarament angoixat. Lu li diu a en Cookie que estaran segurs i promet vigilar, després s'estira al seu costat, tranquil·litzant-lo, i tanca els ulls.

## Repartiment
- John Magaro com Otis "Cookie" Figowitz
- Orion Lee com King-Lu
- René Auberjonois com Home amb corb
- Toby Jones com Factor en cap
- Ewen Bremner com Lloyd
- Scott Shepherd com capità
- Gary Farmer com Totillicum
- Lily Gladstone com espos de cap factor
- Alia Shawkat com dona amb dos
- Dylan Smith com Jack
- Stephen Malkmus com violinista
- Mitchell Saddleback com servent del factor en cap
- Jared Kasowski com Thomas
- Todd A. Robinson com tramper del fort

## Producció
L'octubre de 2018, es va anunciar que Kelly Reichardt dirigiria la pel·lícula, a partir d'un guió que va escriure al costat de Jonathan Raymond. Neil Kopp, Vincent Savino, Anish Savjani, Scott Rudin i Eli Bush produirien la pel·lícula sota les seves banderes de FilmScience i Scott Rudin Productions, respectivament, mentre que A24  la distribuiria.
El novembre de 2018, René Auberjonois va participar en la pel·lícula. Al març de 2019, es va anunciar que John Magaro s'havia unit al repartiment de la pel·lícula.
La fotografia principal va començar el novembre de 2018, tenint lloc a Oregon com algunes de les pel·lícules anteriors de Reichardt. La pel·lícula es va rodar en una proporció d'aspecte de 4:3.

## Estrena
Es va estrenar al Festival de Cinema de Telluride el 30 d'agost de 2019. Es va projectar al Festival de Cinema de Nova York el 28 de setembre de 2019. Tot i que es va estrenar a quatre sales dels Estats Units el 6 de març de 2020, la pel·lícula va ser retirada per A24 el 15 de març de 2020, a causa de la pandèmia per COVID-19. La pel·lícula es va llançar a les plataformes de VOD el 10 de juliol de 2020 i es va poder llogar el 21 de juliol de 2020.

## Recepció crítica
A l'agregador de ressenyes Rotten Tomatoes, la pel·lícula té una puntuació d'aprovació de 96% basada en 209 ressenyes, amb una puntuació mitjana de 8.4/10. El consens crític del lloc web diu: "First Cow troba la directora Kelly Reichardt revisitant el territori i els temes que seran familiars per als fans del seu treball anterior, amb resultats típicament gratificants." A Metacritic, la pel·lícula té una puntuació mitjana ponderada de 89 sobre 100, basada en 41 crítics, cosa que indica "aclamació universal".
A. A. Dowd i Katie Rife de The A.V. Club va donar a la pel·lícula una crítica positiva, lloant la seva senzillesa i precisió en la narració.
A finals de 2020, 119 crítics de cinema van classificar la pel·lícula entre les seves llistes de les deu millors, incloent-hi 18 primers llocs i 20 segons llocs.

## Premis
| Premi                                       | Data de la cerimònia   | Nominat(s)                      | Resultat                                                                | Ref.        |        |
| ------------------------------------------- | ---------------------- | ------------------------------- | ----------------------------------------------------------------------- | ----------- | ------ |
| Festival Internacional de Cinema de Berlín  | 1 de març de 2020      | Ós d'Or                         | Kelly Reichardt                                                         | Nominat     | [ 18 ] |
| Premis de la Boston Society of Film Critics | 13 de desembre de 2020 | Millor pel·lícula               | First Cow                                                               | participant | [ 19 ] |
| Premis de la Boston Society of Film Critics | 13 de desembre de 2020 | Millor director                 | Kelly Reichardt                                                         | participant | [ 19 ] |
| New York Film Critics Circle Awards         | 18 de desembre de 2020 | Millor pel·lícula               | First Cow                                                               | Guanyador   | [ 20 ] |
| Chicago Film Critics Association            | 21 de desembre de 2020 | Millor pel·lícula               | First Cow                                                               | Nominat     |        |
| Chicago Film Critics Association            | 21 de desembre de 2020 | Millor director                 | Kelly Reichardt                                                         | Nominat     |        |
| Chicago Film Critics Association            | 21 de desembre de 2020 | Millor guió                     | Jon Raymond i Kelly Reichardt                                           | Nominat     |        |
| Chicago Film Critics Association            | 21 de desembre de 2020 | Millor fotografia               | Christopher Blauvelt                                                    | Nominat     |        |
| Chicago Film Critics Association            | 21 de desembre de 2020 | Millor direcció artística       | Lisa Ward i Vanessa Knoll                                               | Nominat     |        |
| Chicago Film Critics Association            | 21 de desembre de 2020 | Millro disseny de vestuari      | April Napier                                                            | Nominat     |        |
| Florida Film Critics Circle                 | 21 de desembre de 2020 | Millor pel·lícula               | First Cow                                                               | Guanyador   |        |
| Florida Film Critics Circle                 | 21 de desembre de 2020 | Millor director                 | Kelly Reichardt                                                         | participant |        |
| Florida Film Critics Circle                 | 21 de desembre de 2020 | Millor actor                    | John Magaro                                                             | participant |        |
| Florida Film Critics Circle                 | 21 de desembre de 2020 | Millor guió adaptat             | Jon Raymond i Kelly Reichardt                                           | Nominat     |        |
| Florida Film Critics Circle                 | 21 de desembre de 2020 | Millor banda sonora             | William Tyler                                                           | Nominat     |        |
| Alliance of Women Film Journalists          | 4 de gener de 2021     | Millor director                 | Kelly Reichardt                                                         | Nominat     |        |
| Alliance of Women Film Journalists          | 4 de gener de 2021     | Millor guió adaptat             | Jon Raymond i Kelly Reichardt                                           | Nominat     |        |
| Alliance of Women Film Journalists          | 4 de gener de 2021     | Millor dona directora           | Kelly Reichardt                                                         | Nominat     |        |
| National Society of Film Critics            | 9 de gener de 2021     | Millor pel·lícula               | Millor pel·lícula                                                       | participant |        |
| National Society of Film Critics            | 9 de gener de 2021     | Millor Director                 | Kelly Reichardt                                                         | participant |        |
| National Society of Film Critics            | 9 de gener de 2021     | Millor guió                     | Jon Raymond i Kelly Reichardt                                           | participant |        |
| Premis Gotham                               | 11 de gener de 2021    | Millor pel·lícula               | First Cow                                                               | Nominat     | [ 21 ] |
| Premis Gotham                               | 11 de gener de 2021    | Millor actor                    | John Magaro                                                             | Nominat     | [ 21 ] |
| Premis Gotham                               | 11 de gener de 2021    | Actor revelació                 | Orion Lee                                                               | Nominat     | [ 21 ] |
| Premis Gotham                               | 11 de gener de 2021    | Millor guió                     | Jon Raymond i Kelly Reichardt                                           | Nominat     | [ 21 ] |
| Online Film Critics Society Awards          | 25 de gener de 2021    | Millor pel·lícula               | First Cow                                                               | Nominat     | [ 22 ] |
| Online Film Critics Society Awards          | 25 de gener de 2021    | Millor Director                 | Kelly Reichardt                                                         | Nominat     | [ 22 ] |
| Online Film Critics Society Awards          | 25 de gener de 2021    | Millor guió adaptat             | Jonathan Raymond i Kelly Reichardt                                      | Nominat     | [ 22 ] |
| Online Film Critics Society Awards          | 25 de gener de 2021    | Millor fotografia               | Christopher Blauvelt                                                    | Nominat     | [ 22 ] |
| Toronto Film Critics Association            | 7 de gener de 2021     | Millor pel·lícula               | Millor pel·lícula                                                       | participant | [ 23 ] |
| Toronto Film Critics Association            | 7 de gener de 2021     | Millor director                 | Kelly Reichardt                                                         | participant | [ 23 ] |
| Critics' Choice Movie Awards                | 7 de març de 2021      | Millor guió adaptat             | Jonathan Raymond i Kelly Reichardt                                      | Nominat     | [ 24 ] |
| Critics' Choice Movie Awards                | 7 de març de 2021      | Millor fotografia               | Christopher Blauvelt                                                    | Nominat     | [ 24 ] |
| Detroit Film Critics Society                | 8 de març de 2021      | Millor pel·lícula               | First Cow                                                               | Nominat     | [ 25 ] |
| Detroit Film Critics Society                | 8 de març de 2021      | Actuació revelació              | Orion Lee                                                               | Nominat     | [ 25 ] |
| Detroit Film Critics Society                | 8 de març de 2021      | Millor guió adaptat             | Kelly Reichardt i Jonathan Raymond                                      | Nominat     | [ 25 ] |
| Austin Film Critics Association             | 19 de març de 2021     | Millor pel·lícula               | First Cow                                                               | Nominat     | [ 26 ] |
| Austin Film Critics Association             | 19 de març de 2021     | Millor director                 | Kelly Reichardt                                                         | Nominat     | [ 26 ] |
| Premis Independent Spirit                   | 22 d'abril de 2021     | Millor pel·lícula               | Neil Kopp, Vincent Savino i Anish Savjani                               | Nominat     | [ 27 ] |
| Premis Independent Spirit                   | 22 d'abril de 2021     | Millor director                 | Kelly Reichardt                                                         | Nominat     | [ 27 ] |
| Premis Independent Spirit                   | 22 d'abril de 2021     | Millor actor secundari          | Orion Lee                                                               | Nominat     | [ 27 ] |
| Premis British Independent Film             | 5 de desembre de 2021  | Millor pel·lícula internacional | Kelly Reichardt, Jon Raymond, Neil Kopp, Vincent Savino i Anish Savjani | Nominat     | [ 28 ] |
| Premis César                                | 25 de febrer de 2022   | Millor pel·lícula estrangera    | Kelly Reichardt                                                         | Nominat     | [ 29 ] |
| Fotogramas de Plata                         | 25 de febrer de 2022   | Millor pel·lícula estrangera    | Kelly Reichardt                                                         | Guanyador   | [ 30 ] |